# 新奥尔良鹈鹕
紐奧良鵜鶘（縮寫：NOP），是一支位於美國路易斯安那州紐奧良的NBA籃球隊，分屬於西區的西南組，主場為冰沙國王中心。目前球隊的擁有者是汽車業界大亨Gayle Benson （页面存档备份，存于），現任總教練是威利·格林。紐奧良鵜鶘的前身為紐奧良黃蜂（New Orleans Hornets），為2002年夏洛特黃蜂遷至紐奧良時所改名成立的。2005年，由於紐奧良受到颶風卡崔娜侵襲而嚴重損毀，球隊一度遷移主場至奧克拉荷馬城，直到2007年才重返紐奧良。2013年4月，球隊更名為現今的紐奧良鵜鶘。2014年，球隊將原先所擁有的夏洛特黃蜂隊名與1988年至2002年的球季記錄，回歸至夏洛特，由夏洛特山貓接收。

## 歷史

### 紐奧良黃蜂（2002~2013）

#### 2002-2005：紐奧良黃蜂初期
2002-03賽季：
2002年10月30日，黃蜂首次在新奧爾良對陣NBA球隊(猶他爵士)。在這場比賽中，黃蜂以100-75獲勝，並在半場結束時退役“手槍”皮特·馬拉威奇的7號球衣。
贾马尔·马什本入選明星賽。
黃蜂以47勝35負的戰績結束常規賽，但在2003年季后賽第一輪被費城76人以4:2擊敗。賽季結束後，球隊解雇主教練保羅·塞拉斯，並以提姆·弗洛伊德取而代之。
2003-04賽季：
在2003年的NBA選秀中，黃蜂以第十八順位選擇了大衛·威斯特。
黃蜂賽季初很強勢，以17-7開局。
貝倫·戴維斯、賈馬爾·馬格洛伊爾入選明星賽。
黃蜂以最後以41勝41負結束常規賽。他們在2004年季后賽第一輪以4:3輸給邁阿密熱火。賽季結束後，提姆·弗洛伊德被解僱，球隊聘請拜伦·斯科特擔任新任主教練。
2004-05賽季：
在紐奧良的前兩個賽季，黃蜂屬於東部聯盟，在夏洛特山貓隊首個賽季（2004-05賽季）之後，球隊改到西部聯盟的西南賽區。
因為球隊的三位明星（貝倫·戴維斯、賈馬爾·馬格洛伊爾、贾马尔·马什本）都受傷，球隊以18-64的戰績結束本賽季，這是紐奧良黃蜂第一次沒有打進季後賽。

#### 2005-2013：保羅時代

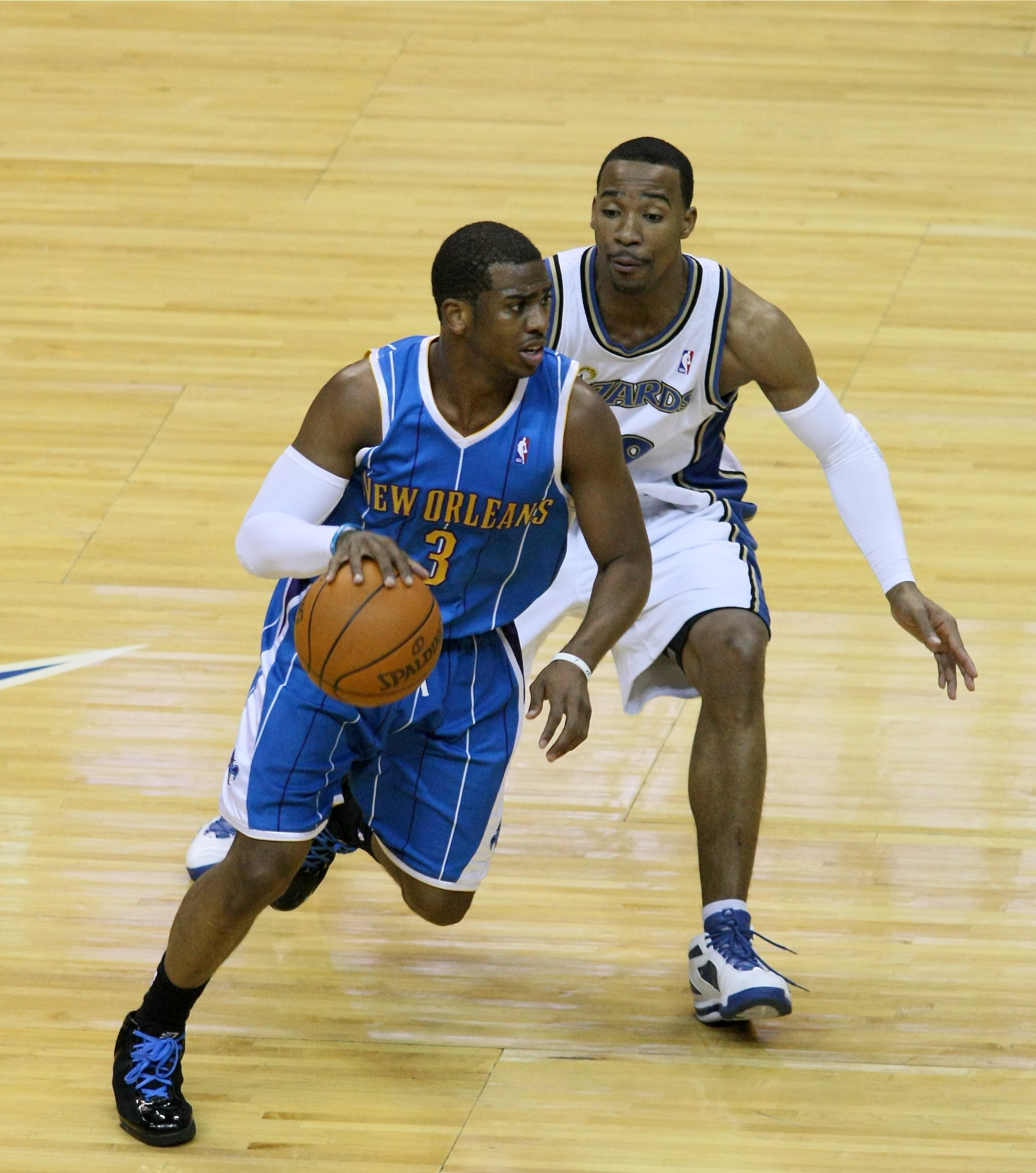
克里斯·保羅

##### 2005-2007：俄克拉荷馬時期
2005-06賽季：
由於卡特里娜颶風給路易斯安那州東南部帶來了極大的破壞，黃蜂在2005-06和2006-07賽季暫時將其主場遷至俄克拉荷馬州的俄克拉荷馬市。在此期間，球隊被稱為新奧爾良/俄克拉荷馬城黃蜂。
在2005年NBA選秀大會上以第四順位選擇克里斯·保羅。
黃蜂開局比預期還要好，球隊曾一度成為西部第六名，可是球隊在隨後的13場比賽中輸掉12場，退出季后賽席次爭奪，最後黃蜂以38-44的戰績結束本賽季。
克里斯·保羅入選新秀第一陣容並且贏得了NBA年度最佳新人獎。
2006-07賽季：
黃蜂在2005-06賽季之後進行了大幅度的陣容調整，希望能夠進季后賽。將J·R·史密斯和P·J·布朗交易換取芝加哥公牛的泰森·錢德勒，並在自由市場簽下佩賈·史托亞柯維奇。
黃蜂以39-43的成績結束了常規賽，還是無緣季后賽。

##### 2007-2011：遷回紐奧良
2007-08賽季：
黃蜂在2007-08賽季全員回歸新奧爾良，並簽下莫里斯·皮特森。
2008年NBA全明星賽在新奧爾良舉行。
黃蜂在2月3日時為西區第一，所以拜伦·斯科特成為2008西區全明星教練，和克里斯·保羅以及大衛·威斯特一起參與全明星賽。
黃蜂以56勝26負的戰績結束常規賽並首次成為西南組冠軍。季後賽第一輪以4:1擊敗了达拉斯独行俠。西部半決賽以4:3被馬刺淘汰。
2008-09賽季：
克里斯·保羅、大衛·威斯特再度入選全明星賽。
黃蜂在2008-09賽季表現因為泰森·錢德勒和佩賈·史托亞柯維奇受傷，使球隊表現沒有去年那麼好，最後以49勝33負的戰績結束常規賽。季后賽首輪被金塊以4:1擊敗。
2009-10賽季：
2009年選秀以第21順位選擇了达伦·科里森。再用兩個未來的第二輪選秀權交易至邁阿密熱火，換取第43順位的Marcus.Thornton。又將泰森·錢德勒交易換取山貓的埃米卡·奥卡福。
由於球隊糟糕的開局，拜伦·斯科特被解雇，並改由總經理Jeff Bower暫時接任。
克里斯·保羅再度入選全明星賽。
黃蜂以37勝45負的戰績結束本賽季。达伦·科里森入選新秀第一陣容，馬庫斯·索爾頓入選新秀第二陣容。
2010-11賽季：
Jeff Bower在2010年7月13日被黃蜂解僱，結束了近15年任期，總教練改由蒙提·威廉斯擔任，總經理改由德尔·登普斯擔任。
黃蜂在四方交易中將达伦·科里森和詹姆斯·波西交易至溜馬，從休斯頓火箭換來小前鋒崔佛·亞瑞查。並把2007年第13順位選進，三年內沒有明顯進步的朱利安·萊特交易至暴龍換取马尔科·贝里内利。
球隊以八連勝開季，在1月9日至1月26日取得十連勝。
克里斯·保羅再度入選全明星賽。
黃蜂以46勝36負結束常規賽。季后賽首輪被湖人以4:2擊敗。

##### 2011-2013：保羅離開後
2011-12賽季：
2011年12月14日，黃蜂與洛杉矶快船達成協議，將克里斯·保羅送往快艇，以換取埃里克·戈登、克里斯·卡曼、艾爾-法魯克·阿米努以及明尼蘇達森林狼2012年首輪籤。
黃蜂以21-45結束本賽季。
2012-13賽季：
黃蜂將埃米卡·奥卡福和崔佛·亞瑞查交易至奇才，換取拉沙德·路易斯和2012年小牛次輪籤，隨後買斷拉沙德·路易斯。
2012年選秀會以狀元籤選擇安東尼·戴維斯。以第十順位（即森林狼2012年首輪籤）選擇奥斯汀·里弗斯。被黃蜂以先簽後換的交易將古斯塔沃·阿永送往魔術以換取萊恩·安德森。
2013年1月，新收購球隊的老闆汤姆·班森決定改名紐奧良鵜鶘（New Orleans Pelicans），並通過了聯盟的批准，於2013-2014年賽季起更名。鹈鹕是路易斯安那州的州鸟，也是该州旗帜标志图案。
黃蜂以27-55結束本賽季。

### 紐奧良鵜鶘（2013~至今）

#### 2013-2020：戴維斯時代

##### 2013-17：紐奧良雙星
2013年6月27日，2013年NBA選秀大會上，鵜鶘以第六順位選擇諾倫斯·諾艾爾，並將他與2014年受保護的首輪選秀權交易給費城七六人換取全明星控球後衛朱·哈勒戴和第42順位皮埃爾·傑克遜，並在接下來的六年以安東尼·戴維斯和哈勒戴為核心打造球隊。
2013-14賽季：
2013年7月10日，泰瑞克·埃文斯在先簽後換的三方交易中來到鵜鶘。
安東尼·戴維斯入選全明星。
鵜鶘以34勝48負結束本賽季。
2014-15賽季：
鵜鶘隊在三方交易案中將奧斯丁·瑞佛斯和Russ.Smith（2014年選秀會用Pierre.Jackson交易取得）送往灰熊以得到昆西·龐德塞特和2015灰熊次輪籤。
安東尼·戴維斯再度入選全明星。
2015年4月16日，以108:103驚險擊敗衛冕軍聖安東尼奧馬刺，儘管俄克拉何马城雷霆也以138:113痛宰明尼蘇達灰狼，兩隊同為45勝37敗，但鵜鶘靠著3勝1敗對戰優勢挺進季後賽。
季後賽的首輪對手是打出67勝15敗的西區龍頭金州勇士，頭兩戰都輸球，第三戰一度取得20分領先，結果勇士第四節打出39:19攻勢108:108逼入延長賽，最後鵜鶘119:123輸給勇士，第四戰再98比109輸給勇士，最後遭到直落四橫掃結束今年季後賽。
鵜鶘能以分區爐主之姿闖進季後賽，欧米尔·阿西克功不可沒。本季加盟鵜鶘的他擔任禁區護法，讓陣中王牌安東尼·戴維斯的攻防威力大增，作用等同於上季波特蘭拓荒者的Robin.Lopez。
安東尼·戴維斯在本季成為隊史火鍋王。
2015年5月12日，执教5个賽季的Monty.Williams被開除。而這也讓鵜鶘球迷擔心，因為他們的上一張王牌克里斯·保羅，正是因為和他關係不錯的時任總教練貝倫·史考特被開除後，開始與球隊漸行漸遠，後來甚至表明不會與黃蜂續約，最後他在2011至2012年賽季前，被交易至洛杉磯快艇。明年夏天成為自由球員的戴維斯，與鵜鶘能在今年7月洽談續約事宜，也可等到明年再考慮去向。會不會重演克里斯·保羅當年漸行漸遠的戲碼，值得關注。
2015年5月，鵜鶘休賽季間面試不少的主教練，包含前快艇總教練維尼·德納格羅，前鳳凰城太陽總教練和勇士首席助理總教練阿尔文·簡崔，前紐约尼克和休士頓火箭的總教練傑夫·范甘迪，經過面試後，鵜鶘決定由阿尔文·簡崔擔任總教練，已經與鵜鶘達成4年價值1370萬美元的協議，新賽季改打跑轟戰術，總決賽結束之後正式擔任鵜鶘的新主帥。
2015-16賽季：
安東尼·戴維斯再度入選全明星。
鵜鶘以30–52的成績結束本賽季，無緣季后賽。
2016-17賽季：
鵜鶘隊以第六順位，選擇巴迪·希爾德。
2016年10月27日，在鵜鶘2016-17賽季首戰主場102-107不敵金塊的比賽中，安東尼·戴維斯得到50分16籃板5助攻7抄截4火鍋，成為繼1993年沙奎爾·奧尼爾之後首位在賽季揭幕戰中砍下40+10的球員，同時刷新了鵜鶘史揭幕戰得分紀錄，此外，戴維斯成為還自1973年抄截數據被統計以來，首位單場至少得到45分15籃板5助攻和5抄截的球員。
2016年10月29日，鵜鶘主場114-122不敵勇士，戴維斯上場40分鐘，得到45分17籃板3助攻2抄截2火鍋，戴維斯開季兩場比賽總得分為95分，成為自1963-64賽季後開季兩場比賽總得分最高的球員。
2016年11月2日，鵜鶘主場對決公鹿，戴維斯出場37分鐘，得到35分15籃板，在2016-17賽季常規賽前四場比賽一共得到148分，成為自1989- 90賽季、1991-92賽季的邁克·喬丹和2015-16賽季的斯蒂芬·柯瑞之後，NBA近30年來第3位在開季前四場里至少拿到148分的球員。
2016年11月13日，鵜鶘主場99-126不敵湖人，戴維斯出場35分鐘，得到34分8籃板，賽季前10場比賽總共得到313分108個籃板，成為NBA歷史上自1994-95賽季的沙奎爾·奧尼爾之後，首位在賽季前10場比賽得到至少300分100籃板的球員。
2016年11月30日，鵜鶘主場對陣湖人，戴維斯全場得到41分16籃板，職業生涯首次連續四場比賽至少得到30分10籃板。
2016年12月16日，鵜鶘主場102-95戰勝溜馬，戴維斯出場39分鐘，得到35分16籃板5火鍋，其中三分球3投2中，成為NBA歷史上自1983年以來，首位單場至少得到35分16籃板5火鍋並命中2個三分球的球員，同時成為NBA歷史上自2010-11賽季的德懷特·霍華德之後，首位單場至少得到35分15籃板5火鍋的球員。
2016年12月24日，鵜鶘主場91-87戰勝熱火，戴維斯出場37分鐘，得到28分22籃板4火鍋，刷新職業生涯單場籃板紀錄，並成為NBA歷史上自2014年凱文·樂福之後，首位連續三場至少得到28分15籃板的球員。
2016年12月27日，鵜鶘主場111-104戰勝小牛，戴維斯出場37分鐘，得到28分16籃板，成為NBA歷史上自2006年的肖恩·馬里昂之後首位連續4場比賽至少得到28分15籃板的球員。
2017年1月10日，鵜鶘客場110-96戰勝尼克，戴維斯出場29分鐘，得到40分18籃板，職業生涯第三次單場至少得到40分18籃板，成為NBA歷史上自1954-55賽季引入24秒規則以來，首位在30分鐘以內至少得到40分15籃板的球員；成為NBA歷史上自1999-00賽季的沙奎爾·奧尼爾之後，首位單賽季至少4次單場至少得到40分15籃板的球員；成為NBA歷史上自2010-11賽季的凱文·樂福之後，首位連續4場比賽至少得到20分15籃板的球員
2017年1月20日，安東尼·戴維斯再度入選全明星。

##### 2017-18：鵜鶘三巨頭
2017年2月20日，國王一哥德馬庫斯·考辛斯被交易至鵜鶘，和安東尼·戴維斯和朱·哈勒戴組成三巨頭。
2016-17賽季：
最後一場對丹佛金塊134：131遭到逆轉，確定連續兩年無緣晉級季後賽。
2017-18賽季：
鵜鶘在暑假以一年約簽下拉簡·朗多。
考辛斯與戴維斯入選全明星。
在季中交易從重建中的公牛盤來米羅蒂奇。
雖然考辛斯因為左腳阿基里斯腱撕裂，本季宣告報銷，但鵜鶘在一眉道人持續爆氣演出下，始終懷抱著衝擊季後賽的希望。儘管老闆Tom benson（他同時也是NFL球队新奥尔良圣人的老闆）不敵病魔去世，鵜鶘還是在季末的西區大亂鬥中脫穎而出，以西區第7張季後賽門票回報老闆在天之靈的守護。
鵜鶘在衝過終點線後，以西區老6的身分，強碰波特蘭拓荒者。靠著戴維斯帶頭衝，Nikola Mirotic、哈勒戴跟著炸裂，加上朗多切換到季後賽模式，鵜鶘不僅在進攻端殺翻對手，更是把拓荒者後場雙槍守得不成人形，最後以直落4成為本季首支晉級次輪的球隊，將再次對上金州勇士。
鵜鶘方面，戴維斯得到25分15籃板，哈勒戴得到24分8籃板8助攻，朗多則有22分12助攻7籃板的進帳，終場以116比121再輸勇士，系列賽0比2落後。
在系列賽前兩戰遭到金州勇士以壓倒性火力擊退後，鵜鶘今天回到主場出賽後也靠著進攻還以顏色，在戴維斯全場33分18籃板，以及主控朗多送出個人季後賽生涯新高21次助攻穿針引線下，鵜鶘以119：100擊敗勇士，搶下系列賽首勝。
鵜鶘前1場獲勝後被衛冕軍完全宰制，鵜鶘當家球星戴維斯個人得到26分12籃板，不過全場僅22投8中，此外前1戰送出21助攻的朗多也只有6助攻，而另1位先發米羅蒂奇更是僅7投中1，球隊終場就以92比118遭到痛宰，系列戰1比3被聽牌。
季後賽第二輪1：3落後的鵜鶘，第五戰到客場迎戰勇士，雖然第四節鵜鶘在戴維斯和哈勒戴帶領下，在最後2分鐘追到7分差距，但關鍵時刻格林一次高難度的翻身跳投和空手切入上籃得手，澆熄了鵜鶘的反撲氣燄，最終鵜鶘就以104：113敗給勇士，戴維斯拿下34分19籃板，哈勒戴則是以27分10籃板11助攻，進帳個人季後賽生涯首次的大三元。

##### 2018-20：戴維斯時代落幕
2018-19賽季：
2019年1月，安東尼·戴維斯要求交易，並因公開宣布該請求而被罰款。2019年1月26日，戴維斯再度入選全明星。
2019年5月14日，鵜鶘在2019年NBA選秀抽籤中以6％的機率中了第一順位。
2019年6月15日，湖人與鵜鶘達成交易協議，湖人得到戴維斯，鵜鶘得到英格倫、鮑爾、哈特、2019第4順位選秀權、2021前八順位保護首輪籤(若前八順位會轉成2022無保護首輪籤)、2023首輪籤互換權、2024或2025無保護首輪籤(鵜鶘可選擇要拿2024或是2025的首輪籤)。
2019-20賽季：
鵜鶘在2019選秀會用狀元籤選錫安·威廉森。

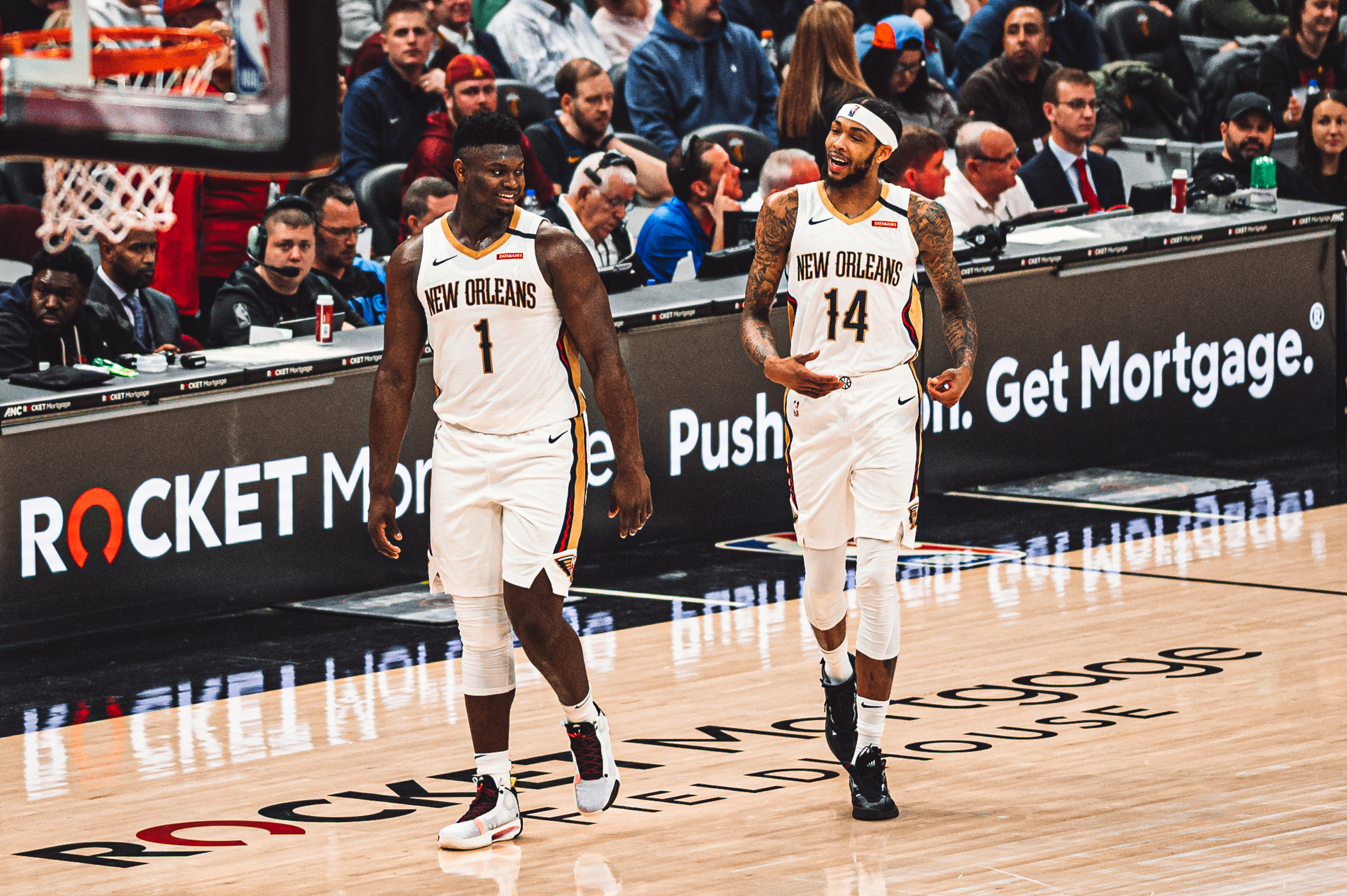
布蘭登·英格拉姆和錫安·威廉森

2019年10月7號，鵜鶘季前賽第一場，迎來大換血的鵜鶘有著錫安·威廉森、朗佐·鮑爾、班頓·恩格林與德里克·費佛斯等新成員，搭配朱·哈勒戴，面對由 崔·楊 率領的老鷹，威廉森攻下16分、7籃板、3助攻、3抄截，鵜鶘以133：109擊敗老鷹開胡，鵜鶘隊哈勒戴攻下全隊最高21分、3助攻，恩格林也有19分、6籃板進帳。
2019年12月15日，鹈鹕主场以119-130不敌魔术。根据报道，在输掉本场比赛后，鹈鹕已经12连败，成为鹈鹕队史经历的最长的一次连败纪录。
2019年12月17日，鵜鶘隊一度看到止敗機會，但籃網中鋒艾倫（Jarrett Allen）在讀秒階段的追平灌籃讓鵜鶘奪勝希望破滅，最終在延長賽以101：108讓出主場勝利，隊史最長連敗累積到13場。
2020年1月22日，威廉森於對戰聖安東尼奧馬刺的比賽中首次亮相。威廉森打了18分鐘，得到22分和7個籃板，在第四節的188秒內連續獲得17分。
2020年1月31日，班頓·恩格林入選全明星。
2020年8月9日，鵜鶘主場以113-122不敵馬刺，確定連續兩年無緣晉級季後賽。

#### 2020-:威廉森與英哥倫時代
鵜鶘在2019年交易戴維斯，2020年開除簡崔及交易哈勒戴，邁入新的時代。

##### 2020-：初露鋒芒
2020-21賽季：
2020年8月15日，执教5个賽季的阿尔文·簡崔被開除。10月22日，鵜鶘任命斯坦·范甘迪擔任總教練，不過执教1个賽季後與球隊分道揚鑣。
2020年11月17日，鵜鶘在一筆四方交易中，將朱·哈勒戴送往公鹿，戴里厄斯·米勒、2023巫師次輪和2024黃蜂次輪送往雷霆，以換取艾瑞克·布萊德索、史蒂文·亞當斯、2025公鹿首輪、2027公鹿首輪、2024公鹿首輪互換權和2026公鹿首輪互換權。
2021年7月22日，鵜鶘任命鳳凰城太陽助理教練威利·格林擔任總教練。
2021-22賽季：
2022年4月9日，鵜鶘雖然慘敗給曼斐斯灰熊，由於聖安東尼奧馬刺輸給金州勇士，確定握有附加賽主場優勢。鵜鶘三劍客麥凱倫、英格倫（Brandon Ingram）和瓦藍邱納斯（Jonas Valanciunas）聯手攻下81分，帶動球隊在前三節拉開比分差距，並在第四節擋下馬刺的反撲，最終以113比103擊退馬刺，將和快艇爭取西區最後一張季後賽門票。
2022年4月16日，保羅·喬治（Paul George）賽前驚傳確診消息，但克服逆境，一度被快艇逆轉攻勢，但在末節換鵜鶘如法炮製回以顏色，拉鋸戰中驚險以105比101拿下勝利，成功搶下西區最後1張季後賽門票，首輪將對上龍頭太陽。
首戰，鵜鶘一度落後23分，他們雖然努力將比分追到個位數分差，但第四節被保羅掌控戰局，個人獨拿19分，隻手摧毀鵜鶘的反撲氣勢，終場鵜鶘以99比110敗給太陽，吞下系列賽首敗。
第二戰，鵜鶘本季每場三分球命中10.6顆，排名全聯盟倒數第3，然而今天他們卻是轟進17記三分球，其中第四節就砍進6顆，加上英格倫全場21投13中，攻下37分11籃板9助攻，鵜鶘第三節扭轉劣勢後，一路在第四節壓著對手，最終在客場以125比114扳倒太陽，將系列賽逼成1比1平手。
第三戰，雖然英格倫此役依然火力十足，18投11中攻下34分7籃板，他在第四節最後時刻力挽狂瀾獨拿11分，麥凱倫（C.J. McCollum）則有30分7助攻4籃板2抄截的表現，但在全場三分外線手感低迷的情況下，整場比賽仍威脅到太陽。不過有36歲指揮官保羅（Chris Paul）坐鎮，太陽就充滿無限希望。宛如複製首戰戲碼，保羅今天又在第四節獨拿19分加上2次重要的助攻，幫助太陽突破雙方僵局，鵜鶘在主場以111比114敗給太陽，系列賽陷入1比2落後。
第四戰，英格倫前三節就攻下30分，其中16分出現在第三節，幫助鵜鶘取得10分領先優勢；第四節瓦藍邱納斯（Jonas Valanciunas）接力演出，單節拿下11分，全場進帳26分15籃板4助攻，幫助球隊更進一步拉開差距。鵜鶘以118比103擊落太陽，又將系列賽扳成2比2平手。
第五戰，雖然太陽缺少布克還是展現龍頭氣勢，整場都壓著靠加賽才擠進季後賽最後1席的對手打。儘管鵜鶘末節發揮韌性，最近咬到7分差，可惜英格倫找不到手感，之後無法再越雷池一步，鵜鶘終場就以97比112落敗，系列2比3被聽牌。
第六戰，在太陽老將保羅14投14中和Ayton 12投10中分別高效砍下33和22分下，鵜鶘最終不敵太陽，系列賽4-2遭淘汰，止步第一輪。
2022-23賽季：
2023年4月9日，紐奧良鵜鶘以108：113遭到明尼蘇達灰狼逆轉，確定打附加賽對手是奧克拉荷馬雷霆，西岸分居第9、10名鵜鶘和雷霆在2022-23附加賽對決，鵜鶘浪費一度領先15分的優勢遭逆轉，以118：123敗給雷霆提前放假。
2023-24賽季：
例行賽最終成績為49勝33負，排名為西區第七，進入附加賽；在西區附加賽中，以106-110不敵洛杉磯湖人，失去第七種子的席位，但將與沙加緬度國王爭取第八種子，最終以105-98戰勝對手，晉級季後賽；季後賽首輪以0：4被西區第一奧克拉荷馬雷霆橫掃出局止步。

## 球員

### 退休球衣
| 紐澳良鵜鶘 退休球衣號碼 |               |      |           |
| 背號                    | 球员          | 位置 | 時間      |
| 7                       | 皮特·馬拉威奇 | 後衛 | 1974-1979 |

## 球隊發展時間線
1) 1988年:夏洛特黃蜂成立。
2) 2002年:夏洛特黃蜂搬遷至紐奧良，創立紐奧良黃蜂。
3) 2004年:夏洛特山貓創立。(原夏洛特黃蜂搬遷至紐奧良後，夏洛特已沒有球隊。)
4) 2013年:紐奧良黃蜂改名紐奧良塘鵝。
5) 2014年:由於2013年紐奧良黃蜂改名紐奧良塘鵝，黃蜂一名騰空，夏洛特山貓改回夏洛特黃蜂，並接收1988-2002夏洛特黃蜂紀錄。
6) 由於按城市接收紀錄，2002-2013紐奧良黃蜂紀錄繼續由紐奧良塘鵝保有。

## 紀錄

### 個人獎項
NBA年度最佳新秀
- 克里斯·保罗 – 2006

NBA最佳進步球員
- 布蘭登·英格拉姆 – 2020

NBA年度最佳教练
- 拜伦·斯科特 – 2008

NBA最佳阵容一队
- 克里斯·保罗 – 2008
- 安東尼·戴維斯   – 2015, 2017, 2018

NBA最佳阵容二队
- 克里斯·保罗 – 2009

NBA最佳阵容三队
- 贾马尔·马什本 – 2003
- 貝倫·戴維斯 – 2004
- 克里斯·保罗 – 2011

NBA最佳防守阵容一队
- 克里斯·保罗 – 2009
- 安東尼·戴維斯 – 2018
- 朱·哈勒戴 – 2018

NBA最佳防守阵容二队
- 克里斯·保罗 – 2008, 2011
- 安東尼·戴維斯 – 2015, 2017
- 朱·哈勒戴 – 2019

NBA最佳新秀陣容一隊
- 克里斯·保罗 – 2006
- 达伦·科里森 – 2010
- 安東尼·戴維斯 – 2013
- 錫安·威廉森 – 2020

NBA最佳新秀陣容二隊
- 馬庫斯·索爾頓（英语：Marcus Thornton (basketball, born 1987)） – 2010

### 全明星賽
NBA全明星賽
- 贾马尔·马什本 – 2003
- 貝倫·戴維斯 – 2004
- 賈馬爾·馬格洛伊爾 – 2004
- 大衛·威斯特 – 2008–2009
- 克里斯·保罗 – 2008–2011
- 安東尼·戴維斯  – 2014–2019
- 德马库斯·考辛斯 – 2018
- 布蘭登·英格拉姆 – 2020

NBA全明星賽MVP
- 安東尼·戴維斯 – 2017

NBA明星賽教練
- 拜伦·斯科特 – 2008

### 累積數據
+ :離隊現役球員
＊:退役球員
斜體字:現役鵜鶘隊球員
| 球員                | 總得分 |
| ------------------- | ------ |
| 安東尼·戴維斯+      | 11,059 |
| 大衛·威斯特＊       | 8,690  |
| 克里斯·保羅+        | 7,936  |
| 朱·哈勒戴+          | 7,321  |
| 莱恩·安德森＊       | 3,702  |
| 埃里克·戈登+        | 3,390  |
| P·J·布朗＊          | 3,231  |
| 佩賈·史托亞柯維奇＊ | 3,135  |
| 泰瑞克·伊文斯＊     | 2,982  |
| 貝倫·戴維斯＊       | 2,728  |

| 球員           | 上場時間 |
| -------------- | -------- |
| 大衛·威斯特＊  | 17,160   |
| 安東尼·戴維斯+ | 16,108   |
| 克里斯·保羅+   | 15,761   |
| 朱·哈勒戴+     | 13,913   |
| P·J·布朗＊     | 10,559   |

| 球員           | 總籃板 |
| -------------- | ------ |
| 安東尼·戴維斯+ | 4,906  |
| 大衛·威斯特＊  | 3,853  |
| P·J·布朗＊     | 2,675  |
| 泰森·錢德勒＊  | 2,225  |
| 克里斯·保羅+   | 1,951  |

| 球員                | 總助攻 |
| ------------------- | ------ |
| 克里斯·保羅+        | 4,228  |
| 朱·哈勒戴+          | 2,833  |
| 泰瑞克·伊文斯＊     | 1,139  |
| 格雷维斯·瓦斯奎兹＊ | 1,063  |
| 大衛·威斯特＊       | 1,042  |

| 球員           | 總抄截 |
| -------------- | ------ |
| 克里斯·保羅+   | 1,010  |
| 安東尼·戴維斯+ | 639    |
| 朱·哈勒戴+     | 638    |
| 大衛·威斯特＊  | 396    |
| 貝倫·戴維斯＊  | 280    |

| 球員            | 總阻攻 |
| --------------- | ------ |
| 安東尼·戴維斯+  | 1,121  |
| 大衛·威斯特     | 435    |
| 艾美卡·歐卡佛＊ | 305    |
| 泰森·錢德勒＊   | 269    |
| 朱·哈勒戴+      | 267    |

### 球隊成績
| Season  | 場次 | 勝 | 負 | 勝率 | 分組成績  | 季後賽                              |
| 2002–03 | 82   | 47 | 35 | .573 | 3, 中央組 | 首輪, 2–4 (七六人)                  |
| 2003–04 | 82   | 41 | 41 | .500 | 3, 中央組 | 首輪, 3–4 (熱火)                    |
| 2004–05 | 82   | 18 | 64 | .220 | 5, 西南組 | 無                                  |
| 2005–06 | 82   | 38 | 44 | .463 | 4, 西南組 | 無                                  |
| 2006–07 | 82   | 39 | 43 | .476 | 4, 西南組 | 無                                  |
| 2007–08 | 82   | 56 | 26 | .683 | 1, 西南組 | 首輪, 4–1 (獨行俠) 次輪, 3–4 (馬刺) |
| 2008–09 | 82   | 49 | 33 | .598 | 4, 西南組 | 首輪, 1–4 (金塊)                    |
| 2009–10 | 82   | 37 | 45 | .451 | 5, 西南組 | 無                                  |
| 2010–11 | 82   | 46 | 36 | .561 | 3, 西南組 | 首輪, 2–4 (湖人)                    |
| 2011–12 | 66   | 21 | 45 | .318 | 5, 西南組 | 無                                  |
| 2012–13 | 82   | 27 | 55 | .329 | 5, 西南組 | 無                                  |
| 2013–14 | 82   | 34 | 48 | .415 | 5, 西南組 | 無                                  |
| 2014–15 | 82   | 45 | 37 | .549 | 5, 西南組 | 首輪, 0–4 (勇士)                    |
| 2015–16 | 82   | 30 | 52 | .366 | 5, 西南組 | 無                                  |
| 2016–17 | 82   | 34 | 48 | .415 | 4, 西南組 | 無                                  |
| 2017–18 | 82   | 48 | 34 | .585 | 2, 西南組 | 首輪, 4–0 (拓荒者) 次輪, 1–4 (勇士) |
| 2018–19 | 82   | 33 | 49 | .402 | 4, 西南組 | 無                                  |
| 2019–20 | 72   | 30 | 42 | .417 | 5, 西南組 | 無                                  |
| 2020–21 | 72   | 31 | 41 | .431 | 5, 西南組 | 無                                  |
| 2021–22 | 82   | 36 | 46 | .439 | 3, 西南組 | 首輪, 2–4 (太陽)                    |
| 2022–23 | 82   | 42 | 40 | .512 | 2, 西南組 | 無                                  |
| 2023–24 | 82   | 49 | 33 | .598 | 2, 西南組 | 首輪, 0–4 (雷霆)                    |
| 2024–25 | 82   | 21 | 61 | .256 | 5, 西南組 | 無                                  |

### 總教練
| 姓名          | 執教年份  | 總計   | 總計 | 總計 | 總計 | 例行賽 | 例行賽 | 例行賽 | 例行賽 | 季後賽 | 季後賽 | 季後賽 | 季後賽 |
| 姓名          | 執教年份  | 總場次 | 勝   | 負   | 勝率 | 總場次 | 勝     | 負     | 勝率   | 總場次 | 勝     | 負     | 勝率   |
| ------------- | --------- | ------ | ---- | ---- | ---- | ------ | ------ | ------ | ------ | ------ | ------ | ------ | ------ |
| 保羅·席拉士   | 2002–2003 | 88     | 49   | 39   | .557 | 82     | 47     | 35     | .573   | 6      | 2      | 4      | .333   |
| 蒂姆·弗洛伊德 | 2003–2004 | 89     | 44   | 45   | .494 | 82     | 41     | 41     | .500   | 7      | 3      | 4      | .429   |
| 拜伦·斯科特   | 2004–2009 | 436    | 211  | 225  | .484 | 419    | 203    | 216    | .484   | 17     | 8      | 9      | .471   |
| 傑夫·包爾     | 2009–2010 | 73     | 34   | 39   | .466 | 73     | 34     | 39     | .466   | 0      | 0      | 0      | –      |
| 蒙提·威廉斯   | 2010–2015 | 404    | 175  | 229  | .433 | 394    | 173    | 221    | .439   | 10     | 2      | 8      | .200   |
| 阿尔文·簡崔   | 2015–2020 | 337    | 150  | 187  | .445 | 328    | 145    | 183    | .442   | 9      | 5      | 4      | .556   |
| 斯坦·范甘迪   | 2020–2021 | 72     | 31   | 41   | .431 | 72     | 31     | 41     | .431   | 0      | 0      | 0      | –      |
| 威利·格林     | 2021–今   | 252    | 150  | 188  | .444 | 328    | 148    | 180    | .451   | 0      | 2      | 8      | .200   |

## 外部連結
- 官方網站 （页面存档备份，存于）（英文）